# ناحیه گرانت، شهرستان گراند تراورس، میشیگان
ناحیه گرانت (به انگلیسی: Grant Township) یک منطقهٔ مسکونی در ایالات متحده آمریکا است که در شهرستان گراند تراوس، میشیگان واقع شده‌است.
 ناحیه گرانت ۹۳٫۵ کیلومتر مربع مساحت و ۱٬۰۶۶ نفر جمعیت دارد و ۳۵۱ متر بالاتر از سطح دریا واقع شده‌است.